# S. P. L. Sørensen
Søren Peder Lauritz Sørensen (Havrebjerg, 9 de enero de 1868-Copenhague, 12 de febrero de 1939) fue un químico danés cuyo mayor aporte fue introducir la escala de potencial de hidrógeno (pH) para determinar la acidez y la alcalinidad.

## Biografía
Sørensen nació en Havrebjerg, Dinamarca, en 1868. Hijo de granjero, comenzó sus estudios en la Universidad de Copenhague a los 18 años. Quería hacer carrera en medicina, pero bajo la influencia del químico Sophus Mads Jørgensen decidió cambiarse al estudio de la química. Mientras estudiaba su doctorado, trabajó como ayudante de química en el laboratorio de la Universidad Técnica de Dinamarca,  colaboró en estudios geológicos de Dinamarca y también trabajó como consultor para el Royal Navy Dockyard. Tras obtener su doctorado por la Universidad de Copenhague, fue jefe del departamento de química del prestigioso laboratorio Carlsberg de Copenhague.
Sørensen estuvo casado dos veces. Su segunda esposa fue Margrethe Høyrup Sørensen, quien colaboró con él en muchos de sus estudios.

## Actividad científica
Mientras trabajaba en el laboratorio Carlsberg, estudió el efecto de la concentración de los iones sobre las proteínas  y por qué el ion H+ era particularmente importante. En 1909 introdujo la escala de pH como un modo simple de expresarlo, definiéndolo como el logaritmo negativo de la concentración de hidrogeniones. En el artículo en el cual introdujo la escala (usando el pH de notación), describió dos nuevos métodos para medir la acidez: electrodos y la comparación de los colores de muestras mediante un juego preseleccionado de indicadores. Se encargó de obtener la fórmula para poder manejar números enteros en el pH.
También es conocido por la titulación formólica o método Sørensen.
Sørensen centró su trabajo científico en el campo de la bioquímica al dirigir los laboratorios químicos de la fábrica de cervezas Carlsberg. Su investigación se enfocó en la incidencia de la acidez en el funcionamiento de las enzimas de la fermentación. En la publicación denominada Enzyme Studies II The Measurement and Meaning of Hydrogen Ion Concentration in Enzymatic Processes en 1909. Sørensen plantea que era inadecuado calcular el grado de acidez o alcalinidad por la cantidad de ácido o alcalinidad agregado a una solución. La cantidad de ácido agregado no era necesariamente una medida real de su disociación, depende de su interacción química con otras sustancias químicas. El interés de Sørensen por determinar el grado de acidez o alcalinidad de una solución surgía del conocimiento que esta medida influía en los procesos enzimáticos, como por ejemplo, la velocidad en la que ocurría la división enzimática. Si se designaba este valor según la cantidad de ácido o base añadida se desconocía la constante de disociación de estas sustancias, por lo que los valores obtenidos no podían ser fiables ya que dichas sustancias en solución no se disocian de igual forma, esta teoría ya había sido propuesta por Arrhenius hablando de la disolución electrolítica. Por tanto, la concentración de iones de hidrógeno depende no solo de la cantidad de ácido sino del ácido que interviene en el proceso.
Asimismo propuso que el concepto pH comprende la naturaleza de la materia como discontinua, al referirse al ion hidrógeno en disoluciones acuosas. La idea general de la discontinuidad plantea que “cualquier porción macroscópica de materia está constituida por una enorme cantidad de partículas animadas por movimiento constante”. Los desplazamientos moleculares están vinculados a la energía de las moléculas. La energía cinética está directamente relacionada con el desplazamiento de las moléculas; la energía potencial por otra parte, involucra interacciones entre las moléculas que dependen de la distancia promedio entre las mismas. Las propiedades macroscópicas de la materia son manifestaciones del comportamiento promedio de todas las partículas del sistema considerado.